# Michael Wehmeyer
Michael Lee Wehmeyer (prononcé en anglais : /maɪkəl liː weɪmaɪər/), né le 9 octobre 1957, est un éminent professeur d'éducation spécialisée à l'université du Kansas. Ses travaux de recherche portent sur l'auto-détermination, l'application de la psychologie positive et l'approche axée sur les forces du handicap, l'éducation des élèves ayant un handicap mental, et l'accès à l'ensemble des programmes pour ces étudiants. Il est directeur et chercheur principal au Kansas University Beach Center sur le handicap, et co-directeur de la Kansas University Center sur le handicap mental.